# Heterodon nasicus
Heterodon nasicus (англ. western hognose snake, дослівно — «західна свиноноса змія») — вид змій родини полозових (Colubridae). Один із 4(5) видів роду Heterodon. Ендемічний та поширений у Північній Америці. Умовно отруйна змія (реальної небезпеки для людини не становить).

## Етимологія й таксономія
Наукова назва роду походить від грец. слів heteras — «різний» і odon — «зуб», що відсилає на збільшені задні зуби тварини. Наукова назва виду походить від лат. nasus, що означає «ніс» (задерту догори морду).
Один із 4(5) видів роду Heterodon. Деякі автори виділяють 2 підвиди західної свиноносої змії, Heterodon nasicus gloydi (Edgren, 1952) та Heterodon nasicus kennerlyi (Kennicott, 1860), в самостійні види.

## Опис

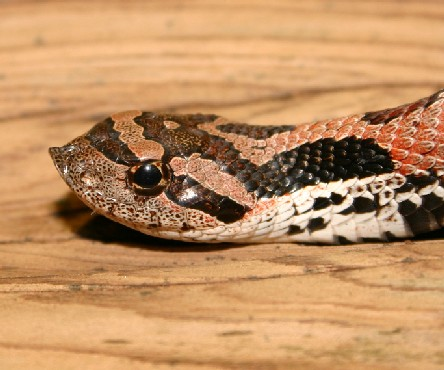
Голова підрослої західної свиноносої змії

Західна свиноноса — відносно невелика змія з огрядним тілом. Хвіст помірної довжини. Голова коротка, масивна. Її забарвлення і малюнок сильно варіюють між підвидами, але для нетренованого ока може виглядати схожою на гримучу змію — приклад бейтсівської мімікрії. Забарвлення спини складається з невеликих буруватих плям, розташованих у поздовжніх рядках на жовтуватому або кремовому тлі. Черево світле. Спостерігається статевий диморфізм — самки більші за самців. Дорослі особини рідко виростають довше 40—50 см, включаючи хвіст.
Свою народну англійську назву «свиноноса» ця змія отримала завдяки видозміненій ростральній (носовій) лусці, що надає їй кирпатого «свинячого» вигляду. Крім того, ця адаптація робить цих змій вправними у ритті нір.

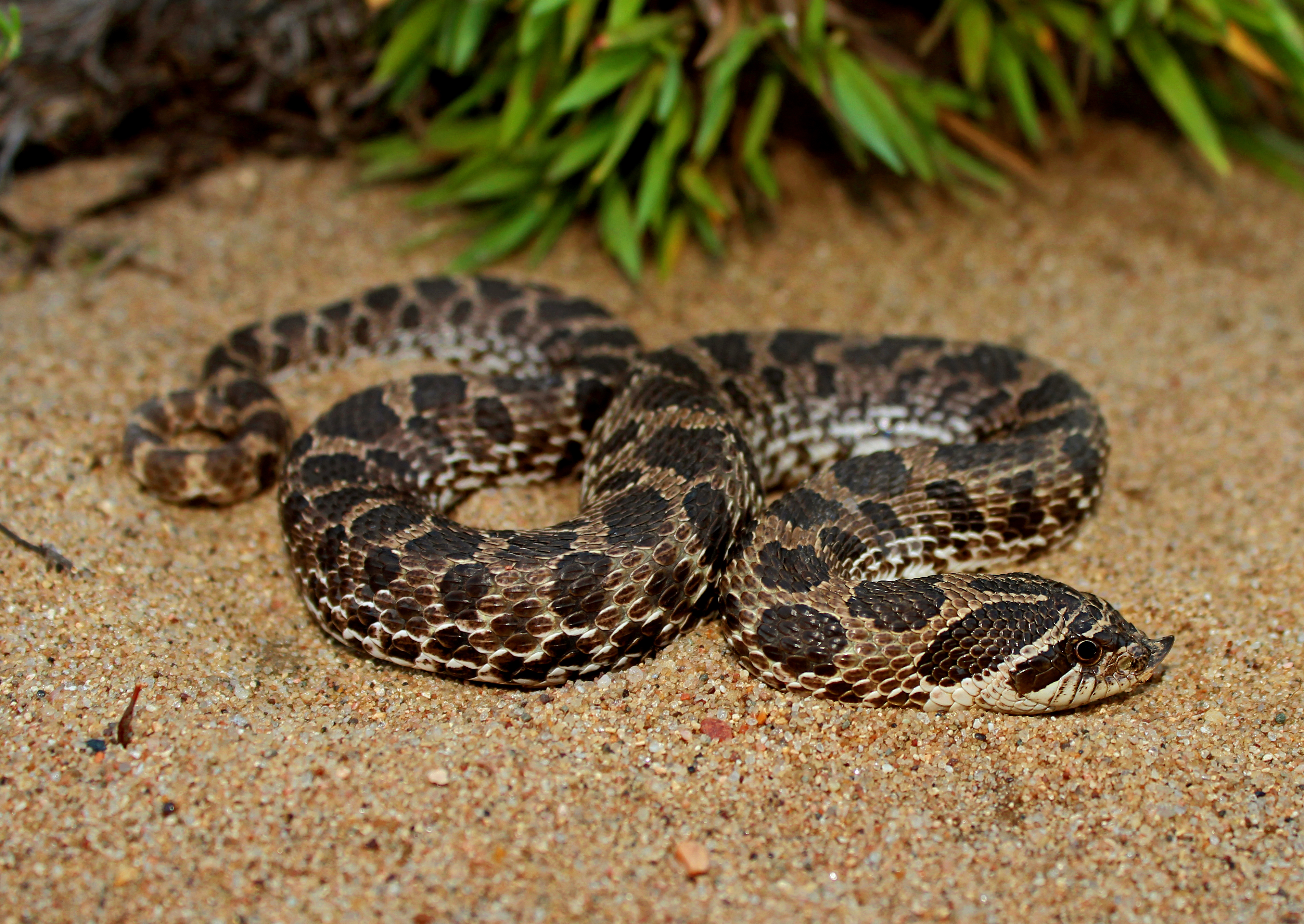
Heterodon nasicus округ Скотт, штат Міссурі

Цей вид є безпечним для людини, оскільки не було зафіксовано жодного випадку смерті або серйозних наслідків від його укусів. Хоча укуси зрідка можуть бути суттєвими з медичного погляду, цей вид не вважається отруйним. При захваті та знешкодженні здобичі з залоз Дювернуа виділяється модифікована слина, яка стікає по жолобку в іклах змії.
У неволі були виведені 52 колірних морфи виду.

## Поширення
Західна свиноноса змія зустрічається від півдня Канади через всю територію США до півночі Мексики. Часто зустрічається в районах з піщаними або гравійними ґрунтами, включаючи прерії, заплави річок, чагарники, луки, напівпустелі та деякі напівсільськогосподарські райони, на висоті до 2500 м над рівнем моря.

## Спосіб життя

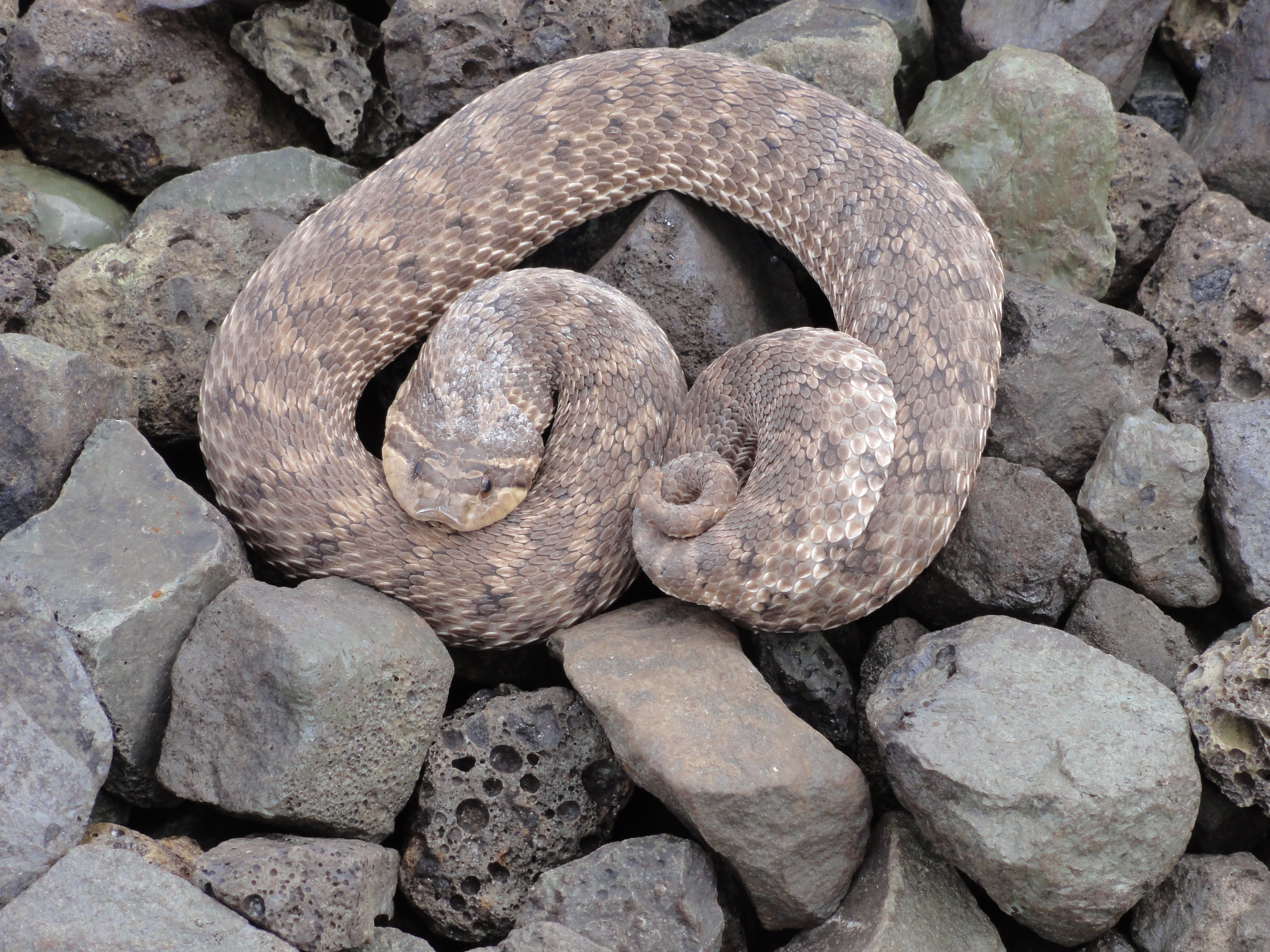
Heterodon nasicus розплющує «капюшон» на шиї у цілях погрозливої демонстрації

Heterodon nasicus веде переважно денний спосіб життя. Якщо їй загрожує небезпека (або вона відчуває загрозу), вона починає сплющувати свою шию (подібно до кобри), шипіти, а також наносити «блефуючі» удари (які наносяться у бік злозичливця, але із закритим ротом). Західні свиноносі практично ніколи не кусаються у цілях самозахисту, а натомість зазвичай прикидаються мертвими.

### Дієта
У дикій природі західний полоз харчується переважно земноводними, такими як деревні райки, ропухи та невеликі ящірки. Відомі повідомлення, коли H. nasicus зрідка поїдали гризунів також. Не стискає свою жертву, але кусає та вводить в здобич через ікла спеціальну слину, яка допомагає розщеплювати токсини, що містяться в ропухах.
У неволі може відмовлятися від їжі з січня до середини березня — у свій стандартний період зимової брумації.

### Розмноження
Шлюбний сезон починається вже у лютому—березні. Вид яйцекладний, самки відкладають 4—23 довгастих тонкошкарлупних яйця в червні—серпні. Яйця вилуплюються приблизно за 60 днів. Новонароджена змія має довжину 13—23 см. Досягають статевої зрілості у віці приблизно двох років, однак це залежить переважно від розміру, а не віку.

## Практичне значення
Змії здатні виробляти відносно малотоксичну слину, яку використовують під час полювання на свою здобич. Отрута діє переважно на холоднокровних тварин. При певних умовах вони можуть становити небезпеку, якщо в результаті укусу отрута потрапить до організму людини. Отрута може призводити до легкого ступеня отруєння, симптоми якого (набряк, капілярні крововиливи в місці укусу), як правило, через кілька днів зникають.

## Охорона виду
Попри повідомлення про деякі локальні скорочення чисельності, вид H. nasicus широко розповсюджений, має велику загальну чисельність популяції (понад 100 000 особин) і ефективно охороняється різноманітними природоохоронними програмами. Тому на цей момент він класифікується МСОП як вид, що викликає найменше занепокоєння. Східна свиноноса змія (Heterodon platirhinos) класифікується як вид, що перебуває під загрозою зникнення в деяких регіонах свого ареалу, і тому охороняється законодавством цих штатів.